# قانون طبیعی

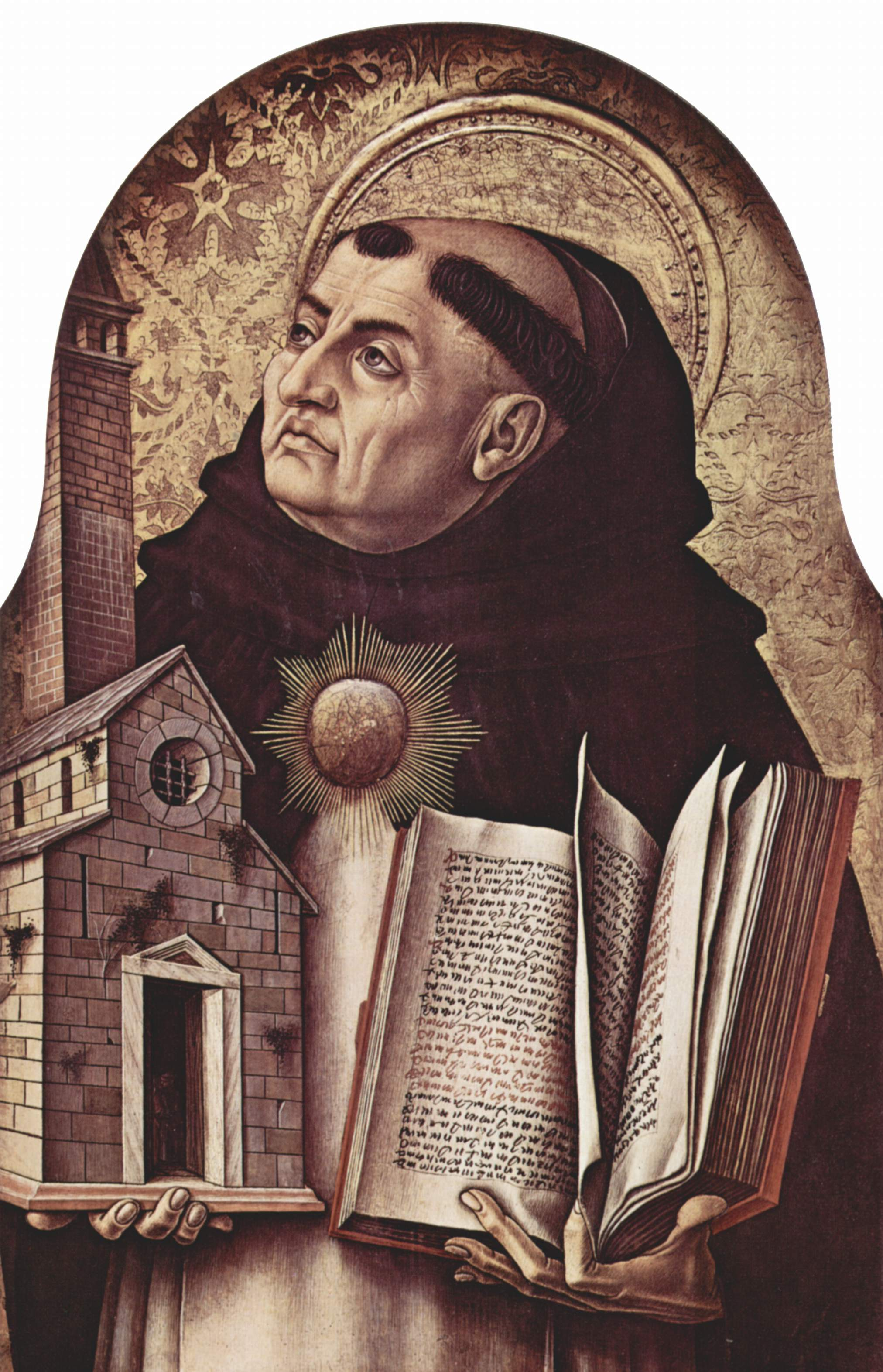
توماس آکویناس, یک فیلسوف الهیات قرون وسطی مفهوم قانون طبیعی را از فلسفه یونان باستان احیا و بازسازی کرد.

قانون طبیعی یا قانون طبیعت (به لاتین: lex naturalis) سامانه‌ای از قوانین است که طبیعی انگاشته می‌شوند و در نتیجه جهان‌گسترند.
به‌طور کلاسیک، قانون طبیعی به استفاده از خرد برای تحلیل طبیعت آدمی (فردی و اجتماعی) و گرفتن قوانین الزام‌آور اخلاقی از آن‌ها گفته می‌شد. قانون طبیعی معمولاً در مقابل قانون مثبت یک حزب سیاسی، اجتماعی یا دولت‌ملت قرار می‌گیرد. از این جهت منتقد حقوق اثباتی در نظر گرفته شده‌است. از سوی دیگر، در نظریه حقوقی تفسیر حقوق اثباتی نیازمند ارجاع به قانون طبیعی است. در این درک از قانون طبیعی، قانون طبیعی می‌تواند برای انتقاد از تصمیمات قضایی در آنچه قانونی هست یا نه یا انتقاد از تفسیر خود قانون مورد استفاده قرار گیرد. برخی محققان قانون طبیعی را برابر عدالت طبیعی یا حقوق طبیعی دانسته‌اند، درحالیکه برخی دیگر میان قانون طبیعی و حقوق طبیعی تفاوت می‌گذارند.
با وجود اینکه قانون طبیعی معمولاً با کامن لا تلفیق شده‌است، ایندو متفاوتند زیرا قانون طبیعی این دیدگاه است که برخی حقوق و ارزش‌ها ذاتی‌اند یا به صورت جهان‌گستر به خاطر خرد آدمی یا طبیعت آدمی قابل شناختند. درحالیکه کامن لا یک سنت حقوقی است که در آن یک سری قوانین و ارزش‌ها به واسطه به رسمیت شناختن شدن قضایی شناخته شده‌اند. با این حال نظریه‌های قانون طبیعی تأثیر زیادی روی رشد کامن لا انگلیسی گذاشته‌اند، و در فلسفه کسانی چون تامس آکویناس، فرانسیسکو سوارز، ریچارد هوکر، تامس هابس، هوگو گروتیوس، ساموئل فون پوفندورف، جان لاک، فرانسیس هاتچسون، ژان ژاک بورلاماک و امریخ د واتل به چشم می‌خورند. به خاطر ارتباط قانون طبیعی با حقوق بشر، به عنوان بخشی در اعلامیه استقلال ایالات متحده آمریکا و قانون اساسی ایالات متحده آمریکا و همچنین اعلامیه حقوق انسان و شهروند ذکر شده‌است.
در زمان حاضر مفهوم قانون طبیعی به مفهوم حقوق طبیعی نزدیک است. در واقع بسیاری از فیلسوفان، نظریه‌پرداز حقوق و محققان از قانون طبیعی به‌طور مترادف با حقوق طبیعی (لاتین: ius naturale) یا عدالت طبیعی استفاده می‌کنند. در حالی که دیگران بین قانون طبیعی و حق طبیعی تفاوت می‌گذارند.
به دلیل تقاطع قانون طبیعی با حقوق طبیعی، قانون طبیعی به عنوان جزء کلیدی اعلامیهٔ استقلال ایالات متحدهٔ آمریکا (۱۷۷۶)، اعلامیه حقوق بشر و شهروند (۱۷۸۹) فرانسه، اعلامیه جهانی حقوق بشر (۱۹۴۸) مجمع عمومی سازمان ملل متحد، و همچنین کنوانسیون اروپایی حقوق بشر (۱۹۵۳) اتحادیه اروپا. بکار گرفته شده‌است.

## تاریخچه
استفاده از قانون طبیعی، در اشکال مختلف آن، به‌طور گسترده‌ای در طول تاریخ متفاوت است. برخی از نظریه‌های قانون طبیعی وجود دارد که برحسب نقشی که اخلاق در تعیین اختیارات نورم‌های قانونی ایفا می‌کند با هم تفاوت دارند. این مقاله. به جای تلاش برای متحد کردن آنها در یک نظریه واحد، به استفاده‌های جداگانه آنها پرداخته‌است.